# HD32576
HD32576 — хімічно пекулярна зоря спектрального класу A3, що має видиму зоряну величину в смузі V приблизно  6,7.
Вона  розташована на відстані близько 326,8 світлових років від Сонця.